# Nichiren Shoshu
Nichiren Shoshu (Kanji: 日蓮正宗, Inglês: Orthodox School of Nichiren, Portugûes: Escola Ortodoxa de Nichiren) é uma religião budista fundada há mais de 750 anos no Japão, precisamente em 28 de abril de 1253, por Nichiren Daishonin.

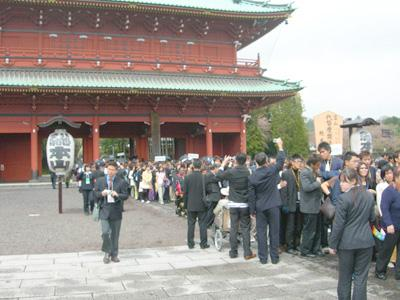
Adeptos visitando o Templo Principal Taiseki-Ji no Japão. Ao fundo em vermelho temos o Sanmon uma das entradas do Templo Principal tombado como patrimônio do Japão.

Os ensinamentos de Nichiren Daishonin propagados pela Nichiren Shoshu foram levados ao mundo através de adeptos imigrantes e também através da Organização de Leigos Soka Gakkai enquanto foram filiados a mesma entre a década de 60 e 90 para fora do Japão, realizando assim a expansão dos Ensinamentos Sagrados de Nichiren Daishonin. Em 1991 a organização de leigos Soka Gakkai foi excomungada da Nichiren Shoshu, pelo então 67º Sucessor de Nichiren Daishonin, Nikken Shonin Gueika, responsavel por manter os ensinos de forma original, devido a segunda a Nichiren Shoshu a Organização Soka Gakkai estar se desviando dos ensinamentos originais e descumprindo a sua função a qual fora criada, ou seja, para proteger a Nichiren shoshu e conduzir os adeptos aos Templos para tem acesso ao ensinamentos originais, terminando assim a união entre as duas importantíssimas instituições de propagação e preservação do Budismo.
Está presente no Brasil desde a década de 1960, trazida pelos imigrantes japoneses onde protege fielmente os Sacerdotes e desenvolve a ampla propagação dos ensinamentos. Possui mais de 700 templos em diversas localidades do Japão e outros em varios locais do mundo, com o propósito de preservar e expandir a os ensinamentos por todo o mundo. Possui o Templo Principal, Taisekiji, e também templos e centros de propagação em vários países como Argentina, Brasil, Estados Unidos, Indonésia, França, Taiwan.
Mais de 1 milhão de pessoas em 40 diferentes países são adeptas do Budismo da Nichiren Shoshu. No Brasil são cerca de 3,5 mil praticantes.
O Budismo foi revelado na Índia pelo Buda Shakyamuni há aproximadamente dois mil e quinhentos anos.

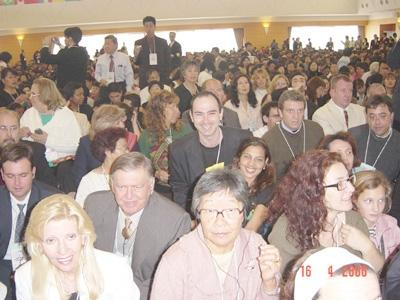
Adeptos participantes da peregrinação geral ocorrida em 2002 em comemoração 750 anos do Estabelecimento do Budismo (1253).

O Buda Sakyamuni realizou pregações durante um período de 50 anos para a salvação de todas as pessoas e, nos 8 anos anteriores ao seu falecimento, ensinou o Sutra do Lótus – o verdadeiro propósito de seu advento.
Conforme a predição do Buda Sakyamuni revelada no Sutra do Lótus, na época denominada Era do Fim do Dharma – iniciada dois mil anos após o falecimento do Buda Sakyamuni - Nichiren Daishonin fez o seu advento como o Verdadeiro Buda para a salvação dos seres.
Nichiren Daishonin ensina que todas as pessoas que seguem o Dai-Gohonzon (Objeto de Devoção Inscrito por Ele) que é a essência do Sutra de Lótus - e recitam o Nam-Myoho-Rengue-Kyo, devotando a esse Objeto de devoção poderão atingir a condição de vida de Iluminação, ou seja, o Estado de Buda (Felicidade inabalável). Através da dedicação sincera ao Gohonzon pode-se solucionar fundamentalmente todos os sofrimentos e angústias, bem como atingir a Iluminação (Estado de Buda).
O objetivo principal do Budismo da Nichiren Shoshu é que todos os seres possam atingir a Iluminação e que através da compreensão da Lei de Causa e Efeito e a pratica correta do Budismo o ambiente possa se tornar tranquilo e sereno (Kossen Rufu).

## Visão Geral

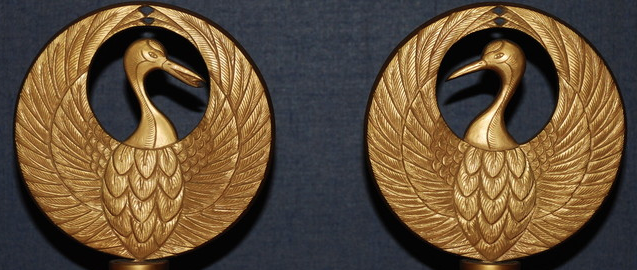
O grou arredondado usado como o logo oficial do Budismo Nichiren Shoshu.

Nichiren Shoshu é uma religião do budismo mahaiana. Seu nome original é Escola (Shoshu) Nichiren da área Fuji, do templo Taisekiji, indicando a nomenclatura geral das escolas da época. Seu templo principal, Taisekiji, está localizado nas encostas mais baixas do Monte Fuji, no Japão. Taiseki-ji é visitado regularmente por membros da Nichiren Shōshū de todo o mundo que vêm recitar o  Nam-Myoho-Rengue-Kyo para o Dai Gohonzon, descrito por Nichiren como "... a essência do meu estado de Buda escrita em tinta Sumi."[carece de fontes?]
Ao contrário de outras práticas budistas Maaianas, Nichiren explicou o Sutra de Lótus e recitou Nam-myōhō-rengue-kyō como uma forma de qualquer pessoa obter a Iluminação, independentemente de sua posição na vida, condição das circunstâncias, gênero.
A Nichiren Shōshū possui mais de 700 templos locais e outras instalações semelhantes a templos (centros de propagação) no Japão. [carece de fontes?] Também possui vários templos designados oficiais no exterior [carece de fontes?] e 678 000 membros registrados. [carece de fontes?]
Nichiren Shōshū é uma linhagem direta, chamada Yuijo Ichinen Kechimyaku Sojo, de sucessivos Sumos Sacerdotes de Nikko Shonin, escolhido por Nichiren para continuar a propagação de sua prática budista nos Últimos Dias da Lei. A Nichiren Shōshū afirma que essa linhagem é estabelecida nos seguintes documentos deixados por Nichiren Daishonin:[carece de fontes?]
1. A Lei que Nitiren propagou ao longo de sua vida (Nichiren ichi-go guho fu-zo-ku-sho)
2. O Documento de Transferência Ikegami (Minobu-Sanfu-Zokusho)
3. Os 106 Artigos da Nichiren Shōshū (Hya-Ku-Rokka-Sho)

O atual líder da seita é o 68º Sumo Sacerdote, Nichinyo Shōnin (1935-).[carece de fontes?] Os sacerdotes Nichiren Shōshū se distinguem dos da maioria das outras escolas por usarem apenas vestes brancas e cinza e um sobrepeliz branco, como eles acreditam que Nichiren fez.[carece de fontes?] Desde o período Meiji, os sacerdotes da Nichiren Shōshū, como outras seitas budistas japonesas, foram autorizados a se casar.[carece de fontes?]

## Doutrina

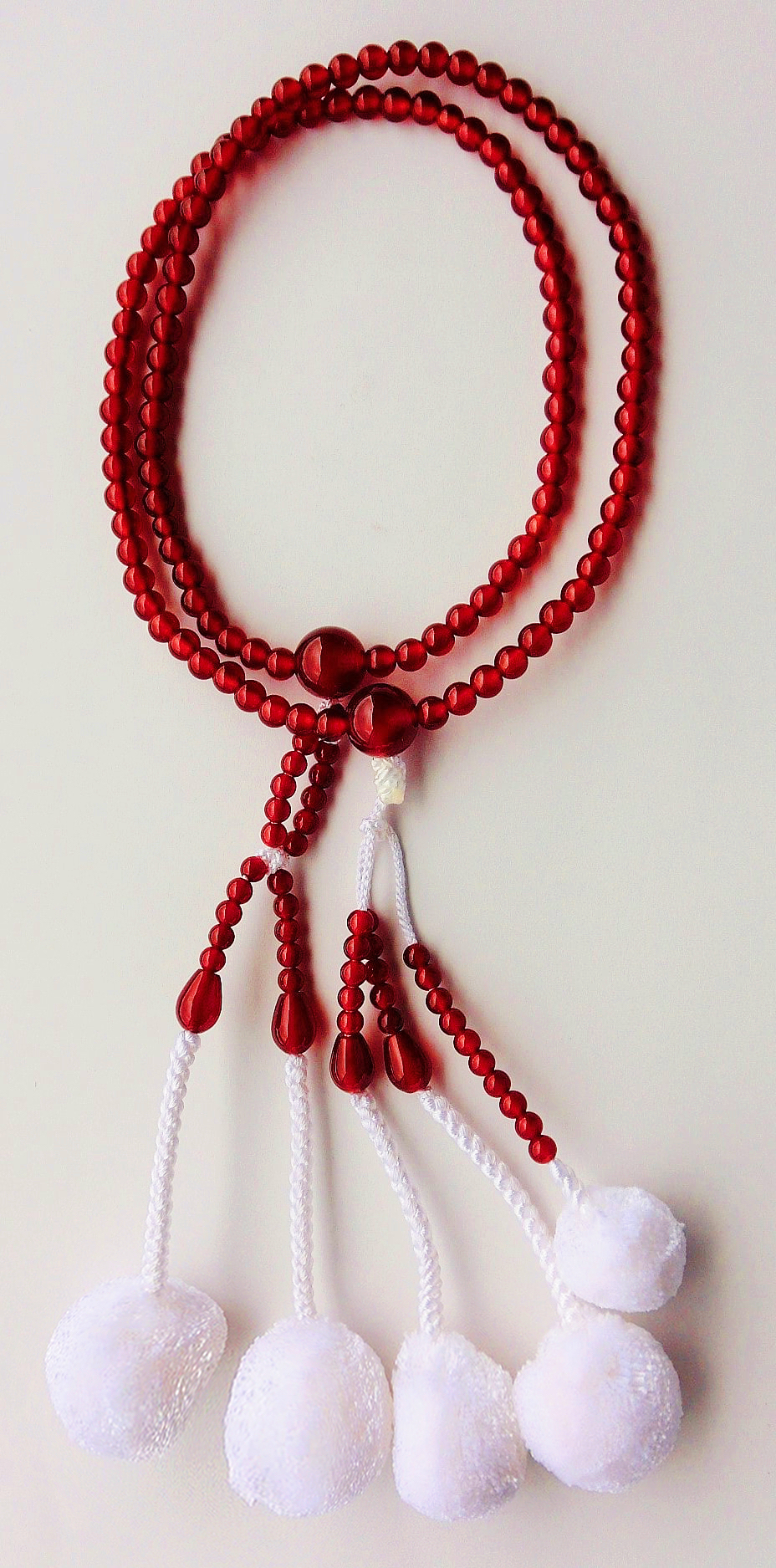
Juzu, contas de oração budistas com cordões e bolas brancas utilizado para a prática na Nichiren Shoshu

A doutrina Nichiren Shōshū estende a classificação Tiantai dos sutras budistas em cinco períodos de tempo e oito categorias (五時八教: goji-hakkyō), sua teoria de 3000 reinos interpenetrantes em um único momento de vida (一念三千: Ichinen Sanzen), e sua visão das Três Verdades (三諦: Santai). Além disso, a escola ensina que ao propagar seus ensinamentos, Nichiren estava cumprindo uma profecia feita pelo Buda Shakyamuni; 563? -483? AC) no 21º capítulo do Sutra de Lótus, que afirma o seguinte:[carece de fontes?]
Como os raios do sol e da lua que dissipam a escuridão dos fenômenos, esta pessoa praticará no mundo, dissipará a escuridão de toda a humanidade e conduzirá um número incomensurável de bodhisattvas para finalmente atingir o único veículo.[carece de fontes?] 
1. (Namu Butsu) - Nichiren Shōshū ensina que Nichiren é o Verdadeiro Buda para a era moderna, correspondendo à era budista presente e por toda a eternidade - por esta razão, referindo-se a ele como Nichiren Daishōnin ("Grande Sábio Nichiren").
2. (Namu Ho) - O Dharma, ou Lei Mística (Myōhō: místico no sentido de profundo, sublime ou insondável), é o ensinamento final do Buda Verdadeiro, cristalizado em Nam Myōhō Rengue Kyō.
3. (Namu So) - O Sangha refere-se ao coletivo de sacerdotes da Nichiren Shōshū que servem para proteger e preservar as doutrinas e dogmas de Nichiren Shōshū.

### As Três Grandes Leis Secretas
Nichiren Shoshu ensina que Nichiren revelou as Três Grandes Leis Secretas:[carece de fontes?]
1. O Dai-Gohonzon como o Supremo Objeto de Devoção, para se alcançar a Iluminação.
2. O Daimoku de Nam Myoho Rengue Kyo como a Invocação Suprema, originando sua prática de meditação.
3. O Supremo Santuário do Portal Original Honmon no Kaidan (Taisekiji) como o Supremo Santuário de Ensinamentos Essenciais.

## Preservação dos Ensinos e Linhagem

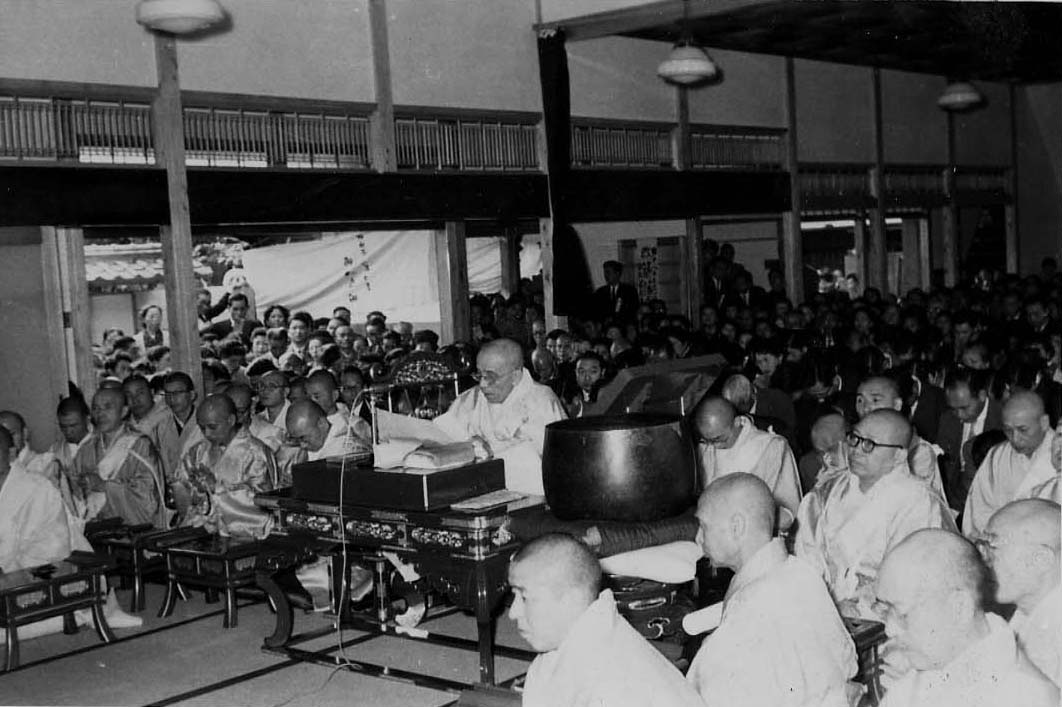
O 65º Sumo Sacerdote Nichijun Shonin oficiando as orações Gongyo em outubro de 1959 no templo Jozai-ji em Ikebukuro, Toshima, Japan.

Conforme os ensinamentos da Nichiren Shoshu, Nichiren Daishonin designou ao seu único sucessor Nikko Shonin, a missão de preservar seus ensinamentos e manter a linhagem de sucessores, para que seus ensinos não fossem desviados e ou alterados e assim perdessem o efeito de conduzir as pessoas para a Iluminação e o mundo a sua paz e tranquilidade. 
| Ordem | Sumo Sacerdote     | Data de Nascimento      | Data da Morte                  |
| ----- | ------------------ | ----------------------- | ------------------------------ |
| 1     | Nichiren Daishonin | 16 de fevereiro de 1222 | 13 de outubro de 1282          |
| 2     | Nikko Shonin       | 8 de março de 1246      | 7 de fevereiro de 1333         |
| 3     | Nichimoku Shonin   | 28 de abril de 1260     | 15 de novembro de 1333         |
| 4     | Nichido Shonin     | 1283                    | 26 de fevereiro de 1341        |
| 5     | Nichigyo Shonin    | Não Registrado          | 13 de agosto de 1369           |
| 6     | Nichiji Shonin     | Não Registrado          | 4 de junho de 1406             |
| 7     | Nichi a Shonin     | Não Registrado          | 10 de março de 1407            |
| 8     | Nichi-ei Shonin    | 7 de novembro de 1353   | 4 de agosto de 1419            |
| 9     | Nichiu Shonin      | 16 de abril de 1402     | 29 de setembro de 1482         |
| 10    | Nichijo Shonin     | Não Registrado          | 20 de novembro de 1472         |
| 11    | Nittei Shonin      | Não Registrado          | 7 de abril de 1472             |
| 12    | Nitchin Shonin     | 1469                    | 24 de junho de 1527            |
| 13    | Nichi-in Shonin    | 1518                    | 6 de julho de 1589             |
| 14    | Nisshu Shonin      | 1555                    | 17 de agosto de 1617           |
| 15    | Nissho Shonin      | 1562                    | 7 de abril de 1622             |
| 16    | Nichiju Shonin     | 1567                    | 21 de fevereiro de 1632        |
| 17    | Nissei Shonin      | 1600                    | 5 de novembro de 1683          |
| 18    | Nichi-ei Shonin    | 3 de março de 1594      | 7 de março de 1638             |
| 19    | Nisshun Shonin     | 1610                    | 12 de novembro de 1669         |
| 20    | Nitten Shonin      | 1611                    | 21 de setembro de 1686         |
| 21    | Nichinin Shonin    | 1612                    | 4 de setembro de 1680          |
| 22    | Nisshun Shonin     | 1637                    | 29 de outubro de 1691          |
| 23    | Nikkei Shonin      | 1648                    | 14 de novembro de 1707         |
| 24    | Nichi-ei Shonin    | 1650                    | 24 de fevereiro de 1715        |
| 25    | Nichiyu Shonin     | 1669                    | 28 de dezembro de 1729         |
| 26    | Nichikan Shonin    | 7 de agosto de 1665     | 19 de agosto de 1726           |
| 27    | Nichiyo Shonin     | 1670                    | 4 de junho de 1723             |
| 28    | Nissho Shonin      | 1681                    | 25 de agosto de 1734           |
| 29    | Nitto Shonin       | 3 de março de 1689      | 1 de dezembro de 1737          |
| 30    | Nitchu Shonin      | 1687                    | 11 de outubro de 1743          |
| 31    | Nichi-in Shonin    | 17 de outubro de 1687   | 14 de junho de 1769            |
| 32    | Nikkyo Shonin      | 1704                    | 12 de agosto de 1757           |
| 33    | Nichigen Shonin    | 15 de agosto de 1711    | 26 de fevereiro de 1778        |
| 34    | Nisshin Shonin     | 1714                    | 26 de julho de 1765            |
| 35    | Nichi-on Shonin    | 1716                    | 3 de julho de 1774             |
| 36    | Nikken Shonin      | 1717                    | 3 de outubro de 1791           |
| 37    | Nippo Shonin       | 23 de janeiro de 1731   | 26 de maio de 1803             |
| 38    | Nittai Shonin      | 1731                    | 20 de fevereiro de 1785        |
| 39    | Nichijun Shonin    | 1736                    | 30 de julho de 1801            |
| 40    | Nichinin Shonin    | 1747                    | 25 de agosto de 1795           |
| 41    | Nichimon Shonin    | 1751                    | 14 de agosto de 1796           |
| 42    | Nichigon Shonin    | 1748                    | 11 de julho de 1797            |
| 43    | Nisso Shonin       | 1759                    | 3 de dezembro de 1805          |
| 44    | Nissen Shonin      | 1760                    | 7 de janeiro de 1822           |
| 45    | Nichirei Shonin    | Não Registrado          | 8 de maio de 1808              |
| 46    | Nitcho Shonin      | 1766                    | 27 de janeiro de 1817          |
| 47    | Nisshu Shonin      | 1769                    | 22 de setembro de 1816         |
| 48    | Nichiryo Shonin    | 18 de fevereiro de 1771 | 29 de maio de 1851             |
| 49    | Nisso Shonin       | 1773                    | 8 de maio de 1830              |
| 50    | Nichijo Shonin     | 1795                    | 1 de maio de 1836              |
| 51    | Nichi-ei Shonin    | 1798                    | 9 de julho de 1877             |
| 52    | Nichiden Shonin    | 25 de agosto de 1817    | 24 de junho de 1890            |
| 53    | Nichijo Shonin     | 11 de outubro de 1831   | 25 de junho de 1892            |
| 54    | Nichi-in Shonin    | 16 de março de 1829     | 2 de junho de 1880             |
| 55    | Nippu Shonin       | 5 de fevereiro de 1835  | 4 de março de 1919             |
| 56    | Nichi-o Shonin     | 1848                    | 15 de junho de 1922            |
| 57    | Nissho Shonin      | 24 de maio de 1865      | 26 de janeiro de 1928          |
| 58    | Nitchu Shonin      | 18 de dezembro de 1861  | 18 de agosto de 1923           |
| 59    | Nichiko Shonin     | 24 de fevereiro de 1867 | 23 de novembro de 1957         |
| 60    | Nichikai Shonin    | 23 de agosto de 1873    | 21 de novembro de 1943         |
| 61    | Nichiryu Shonin    | 10 de agosto de 1874    | 24 de março de 1947            |
| 62    | Nikkyo Shonin      | 18 de setembro de 1869  | 17 de junho de 1945            |
| 63    | Nichiman Shonin    | 5 de março de 1873      | 7 de janeiro de 1951           |
| 64    | Nissho Shonin      | 24 de setembro de 1879  | 14 de outubro de 1957          |
| 65    | Nichijun Shonin    | 10 de outubro de 1898   | 17 de novembro de 1959         |
| 66    | Nittatsu Shonin    | 15 de abril de 1902     | 22 de julho de 1979            |
| 67    | Nikken Shonin      | 19 de dezembro de 1922  | 20 de setembro de 2019         |
| 68    | Nichinyo Shonin    | 25 de fevereiro de 1935 | Atual Sumo Sacerdote (titular) |

- As datas denotam as datas de morte de cada sucessor de Nichiren Daishonin.